# ʿAbdallāh al-Muṭawiʿ
ʿAbdallāh al-Muṭawaʿ (1926–2006) war ein kuwaitischer Wohltäter, Geschäftsmann und Mitbegründer der Muslimbruderschaft in Kuwait.

## Leben
Abdallāh ʿAlī ʿAbd al-Wahhāb al-Muṭawi wuchs in einem Umfeld auf, das von religiöser und ethischer Bindung geprägt war. Sein Vater, ʿAlī ʿAbd al-Wahhāb al-Muṭawiʿ, ein ehemaliges Mitglied des zweiten Legislativrats von Kuwait, förderte seine Erziehung im Sinne islamischer Werte und Normen. Bereits im Alter von 14 Jahren begann al-Muṭawiʿ, sich im Handelswesen und in der Ressourcenerweiterung zu engagieren. Da Kuwait damals über keine Bank- oder Kreditinstitute zur Geldaufbewahrung verfügte, oblag es den Söhnen, die familiären Vermögenswerte zu sichern und zu verwalten.
Er galt als eine der führenden Persönlichkeiten im karitativen Sektor und zeichnete sich durch seine Hingabe und großzügige Unterstützung vielfältiger wohltätiger Initiativen aus. In seinem Büro empfing er regelmäßig Hilfsbedürftige und widmete sich der Erfüllung ihrer Anliegen. Seine soziale Rolle in Kuwait basierte auf seiner Position als einflussreiche Persönlichkeit des Handels sowie als Förderer des Wohltätigkeitswesens, dessen Handeln zum Wohl der Gesellschaft beitrug.

### Frühe Jahre
ʿAbdallāh erhielt seine Ausbildung mit Gleichaltrigen an der Maktab (Schule) von Mullā ʿUthmān sowie an den Schulen al-Mubārakīya und al-Aḥmadīya. Er pflegte weitreichende Verbindungen sowohl innerhalb Kuwaits als auch im Ausland, insbesondere zu Personen innerhalb islamischer Bewegungen, mit besonderem Fokus auf die Muslimbrüder. Auch sein älterer Bruder, ʿAbd al-ʿAzīz al-Muṭawiʿ, stand in engem Kontakt mit der islamischen Bewegung, insbesondere mit der Bewegung der Muslimbrüder. Er wurde durch diese Einflüsse geprägt und engagierte sich seitdem aktiv im islamischen Bereich. Er unterstützte den islamischen Diskurs durch die Einladung von Gelehrten und Rednern und trug zur Veröffentlichung der Zeitschrift al-Irschād al-Islāmī bei. Mit seiner umfangreichen Erfahrung im Bereich des religiösen und karitativen Wirkens erwarb er sich den Ruf eines unermüdlichen islamischen Predigers.

### Gründung der Muslimbrüder in Kuwait
Im Jahr 1946 trafen ʿAbdallāh al-Muṭawiʿ und sein Bruder ʿAbd al-ʿAzīz den Gründer der Muslimbrüder, Hasan al-Bannā, in Mekka und Medina. Sie besuchten eine seiner Vorlesungen in Medina, wo al-Bannā ihnen zwei Bücher schenkte: das erste, Die Zivilisation der Araber von Gustave Le Bon, ein Buch mit Zeichnungen zur arabisch-islamischen Zivilisation, das an ʿAbd al-ʿAzīz ging, und das zweite, Die Pilgerreise nach Ḥiǧāz, ein seltenes Buch über die arabischen Stämme, die Pilgerzahlen und den Kaaba-Schmuck, der aus Ägypten geschickt wurde, das an ʿAbdallāh ging.
Zusätzlich unterstützte ʿAbdallāh al-Muṭawiʿ die Gründung der islamischen Anleitungsgesellschaft (IAG, Dschamʿiyat al-Irschād al-Islāmīya, جمعية الإرشاد الإسلامي) im Jahr 1952 als erste islamische Institution in Kuwait und die Gesellschaft für Sozialreform (GSR, Dschamʿiyyat al-Iṣlāḥ al-Idschtimāʿī, جمعية الإصلاح الإجتماعي) zu Beginn der 1960er Jahre, die die gleichen Ziele und Prinzipien der IAG verfolgte. Er blieb bis zu seinem Tod Vorsitzender der GSR als auch der Zeitschrift al-Mudschtamaʿ.

### Tod
ʿAbdallāh al-Muṭawiʿ verstarb am Sonntag, 3. September 2006.